# Louis Lagasse
Louis Lagasse ne doit pas être confondu avec son contemporain Louis Légasse.
Louis Lagasse est un homme politique français né le 12 juillet 1860 à Nérac (Lot-et-Garonne) et mort le 30 mars 1940 à Paris.

## Biographie
Docteur en droit, avocat à Paris, il est maire de Casteljaloux, conseiller général du canton de Casteljaloux et député de Lot-et-Garonne de 1898 à 1902 et de 1906 à 1910, siégeant au groupe radical-socialiste.

## Sources
- « Louis Lagasse », dans le Dictionnaire des parlementaires français (1889-1940), sous la direction de Jean Jolly, PUF, 1960 [détail de l’édition]